# 奧古茲
41°04′15″N 47°27′30″E / 41.07083°N 47.45833°E

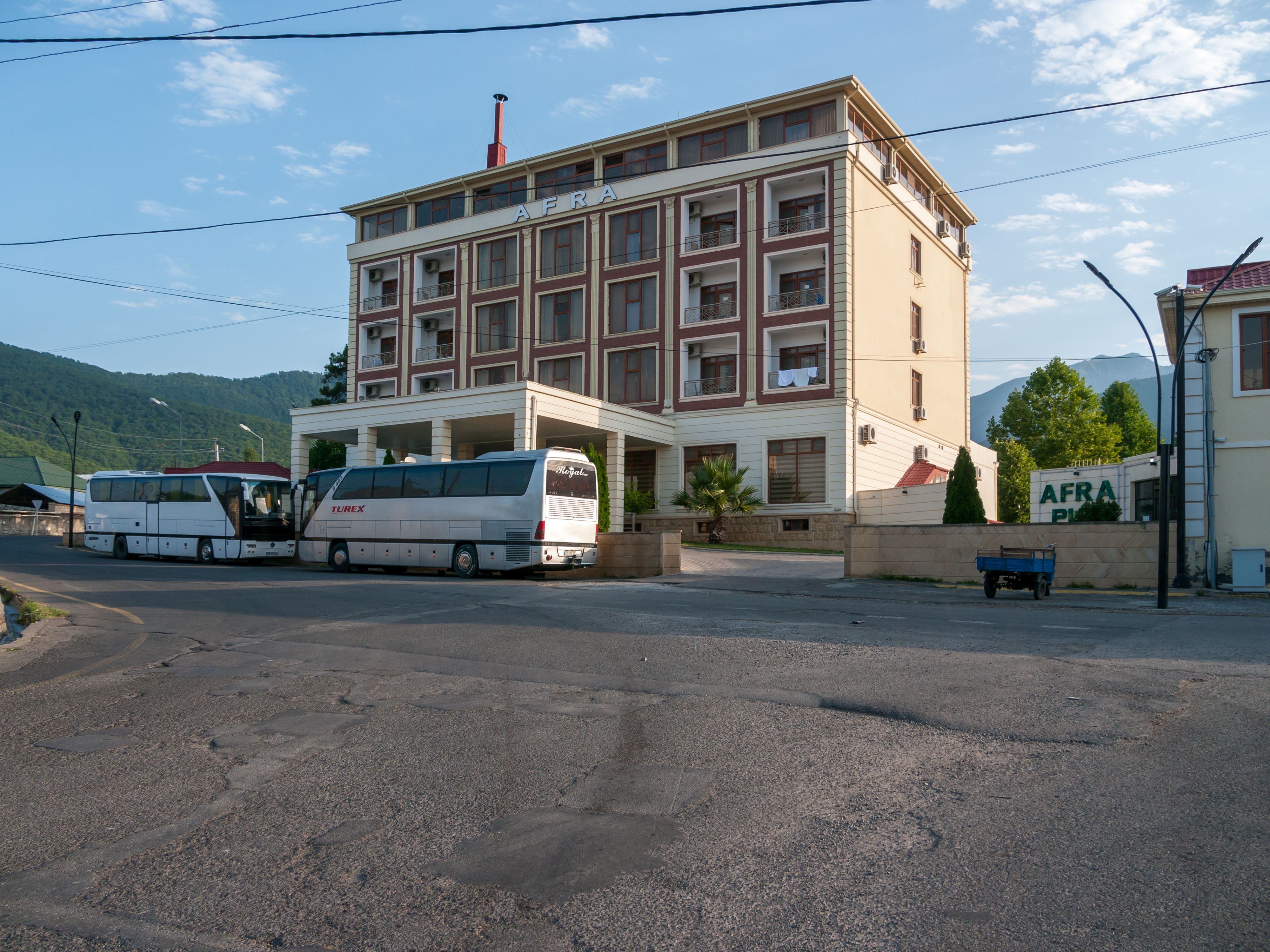
Afra Hotel, Oğuz

奧古茲是阿塞拜疆的城鎮，也是奧古茲區的首府，位於該國北部高加索山脈南面，距離首都巴庫268公里，海拔高度630米，鎮上的亞美尼亞人在納戈爾諾-卡拉巴赫戰爭後離開該鎮，2010年人口7,002。